# Georges De Rons
Georges De Rons fue un deportista belga que compitió en tiro con arco, en la modalidad de arco recurvo. Ganó seis medallas en el Campeonato Mundial de Tiro con Arco al Aire Libre entre los años 1933 y 1937.

## Palmarés internacional
| Campeonato Mundial al Aire Libre | Campeonato Mundial al Aire Libre | Campeonato Mundial al Aire Libre | Campeonato Mundial al Aire Libre |
| Año                              | Lugar                            | Medalla                          | Prueba                           |
| -------------------------------- | -------------------------------- | -------------------------------- | -------------------------------- |
| 1933                             | Londres (Reino Unido)            | Medalla de oro                   | Equipo                           |
| 1933                             | Londres (Reino Unido)            | Medalla de bronce                | Individual                       |
| 1934                             | Båstad (Suecia)                  | Medalla de plata                 | Equipo                           |
| 1935                             | Bruselas (Bélgica)               | Medalla de plata                 | Individual                       |
| 1935                             | Bruselas (Bélgica)               | Medalla de plata                 | Equipo                           |
| 1936                             | Praga (Checoslovaquia)           | Medalla de plata                 | Individual                       |
| 1937                             | París (Francia)                  | Medalla de oro                   | Individual                       |
| 1937                             | París (Francia)                  | Medalla de plata                 | Equipo                           |